# Ascensiunea la putere a lui Adolf Hitler

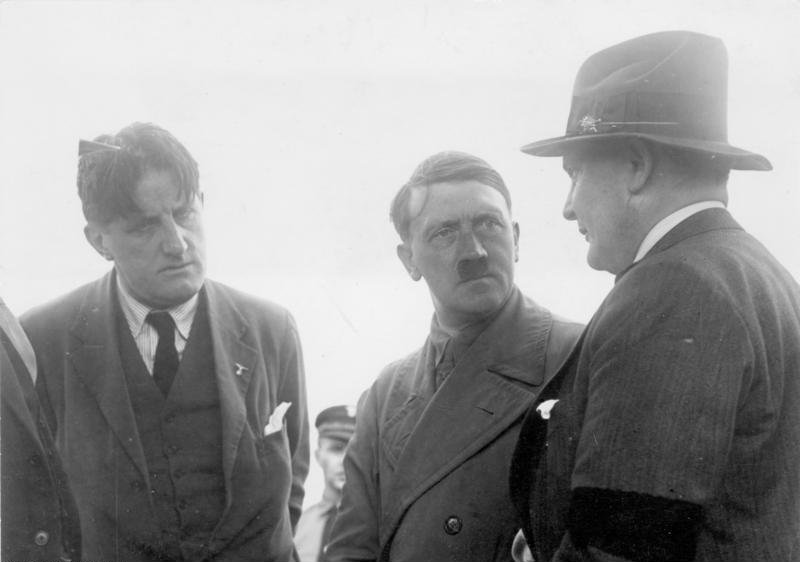
Hitler în conversație cu Ernst Hanfstaengl și Hermann Göring, 21 iunie 1932.

Ascensiunea la putere a lui Adolf Hitler a început în Germania în septembrie 1919, când Hitler s-a alăturat partidului politic cunoscut sub numele de Deutsche Arbeiterpartei - DAP (Partidul Muncitoresc German). În 1920, numele a fost schimbat în Nationalsozialistische Deutsche Arbeiterpartei - NSDAP (Partidul Național al Muncitorilor din Germania, cunoscut sub numele de Partidul nazist). Acest partid politic a fost format și dezvoltat în perioada postbelică din Primul Război Mondial. Era anti-marxistă și se opunea guvernului democratic postbelic al Republicii Weimar și Tratatului de la Versailles; și a susținut naționalismul extrem și pan-germanismul, precum și antisemitismul virulent. „Ridicarea” lui Hitler poate fi considerată ca încheiată în martie 1933, după ce Reichstag-ul a adoptat Actul de împuternicire din 1933 în acea lună. Președintele Paul von Hindenburg l-a numit pe Hitler în calitate de cancelar la 30 ianuarie 1933, după o serie de alegeri parlamentare și intrigi asociate în spatele clădirii. Actul de aprobare - când a fost folosit nemilos și cu autoritate - a asigurat practic că Hitler putea exercita constituțional exercitarea puterii dictatoriale fără obiecții legale.
Adolf Hitler a crescut într-un loc de primă importanță în primii ani ai partidului. Fiind unul dintre cei mai buni vorbitori ai partidului, el le-a spus celorlalți membri fie să-l facă lider al partidului, fie el nu se va întoarce niciodată. El a fost ajutat în parte de dorința sa de a folosi violența în avansarea obiectivelor sale politice și de a recruta membri ai partidului care erau dispuși să facă același lucru. Puciul de la berărie din noiembrie 1923 și lansarea ulterioară a cărții sale, Mein Kampf (Lupta mea), l-a ajutat pe Hitler să devină mai cunoscut. La mijlocul anilor 1920, partidul s-a angajat în bătălii electorale în care Hitler a participat în calitate de vorbitor și organizator, precum și în bătăliile de stradă și violență dintre Rotfrontkämpferbund și naziștii de la Sturmabteilung (SA).
Până la sfârșitul anilor 1920 și începutul anilor 1930, naziștii au adunat suficient sprijin electoral pentru a deveni cel mai mare partid politic din Reichstag, iar amestecul lui Hitler de acuitate politică, de înșelăciune și viclenie a transformat statutul de partid non-majoritar în Republica de la Weimar din 1933. Odată ajunși la putere, naziștii au creat o mitologie care înconjura ajungerea la putere și au descris perioada care corespunde aproximativ domeniului de aplicare a acestui articol, fie ca fiind Kampfzeit (timpul luptei), fie ca Kampfjahre (ani de luptă).